# Утагава Ёсимори

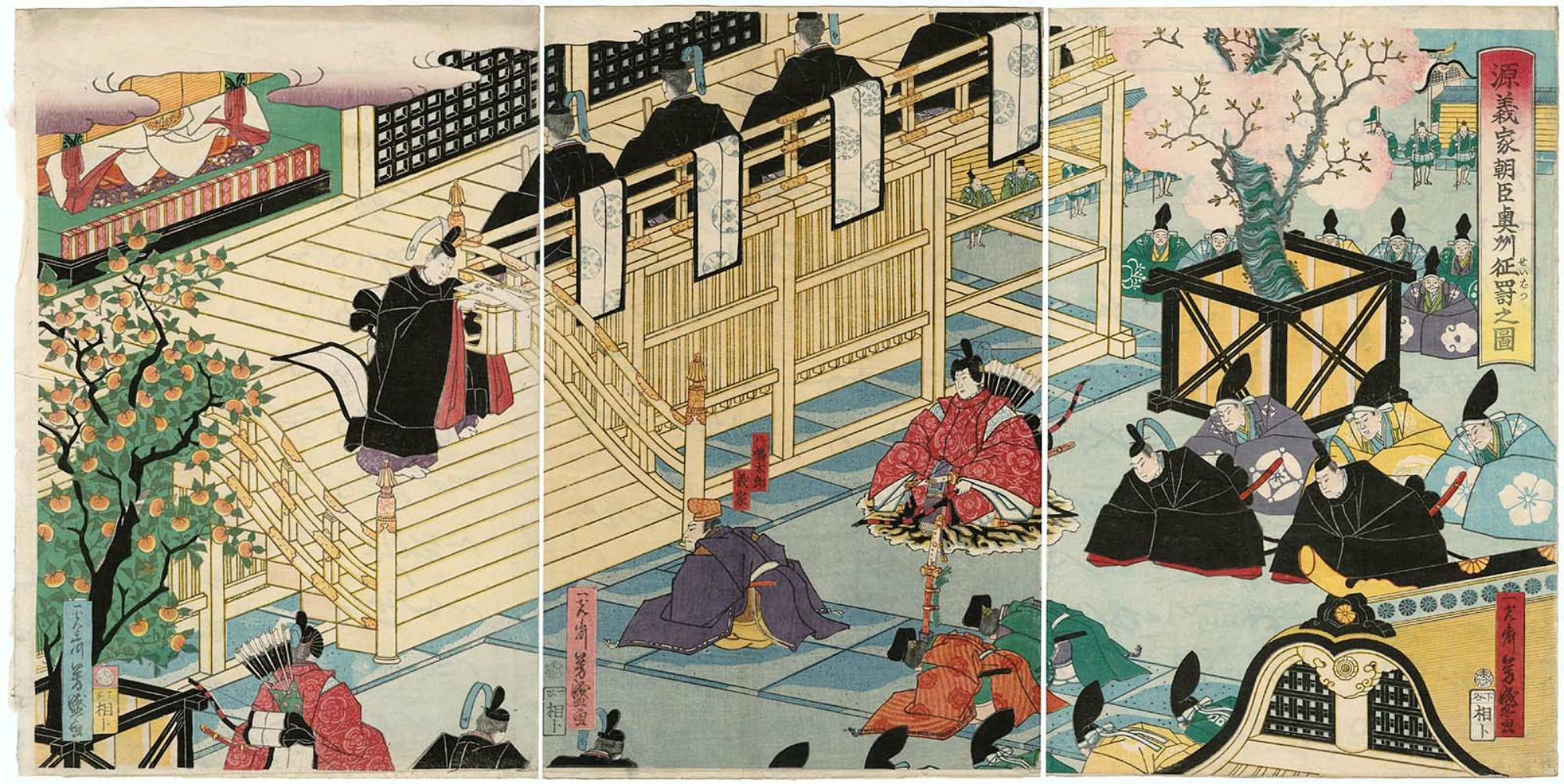
Утагава Ёсимори. Утренний церемониал в императорском дворце. 1863.

Утагава Ёсимори (яп. 歌川芳盛, 1830—1885) — японский художник, мастер укиё-э, представитель школы Утагава.

## Биография и творчество
Настоящее фамилия Утагавы Ёсимори — Тагути, он сменил её на Утагава и взял псевдоним Ёсимори, происходящий от последнего слога в имени его наставника Утагавы Куниёси. Как и его учитель Ёсимори работал в жанре йокогама-э, а также создавал гравюры, изображающие исторические сюжеты и портреты красавиц в традиционных японских одеждах. Работы Ёсимори отличаются стремлением к яркости и декоративности.
Работы Ёсимори пользовались популярностью у европейцев, и ныне большая часть их хранится в собраниях Европы и Америки.